# Світлофільтр

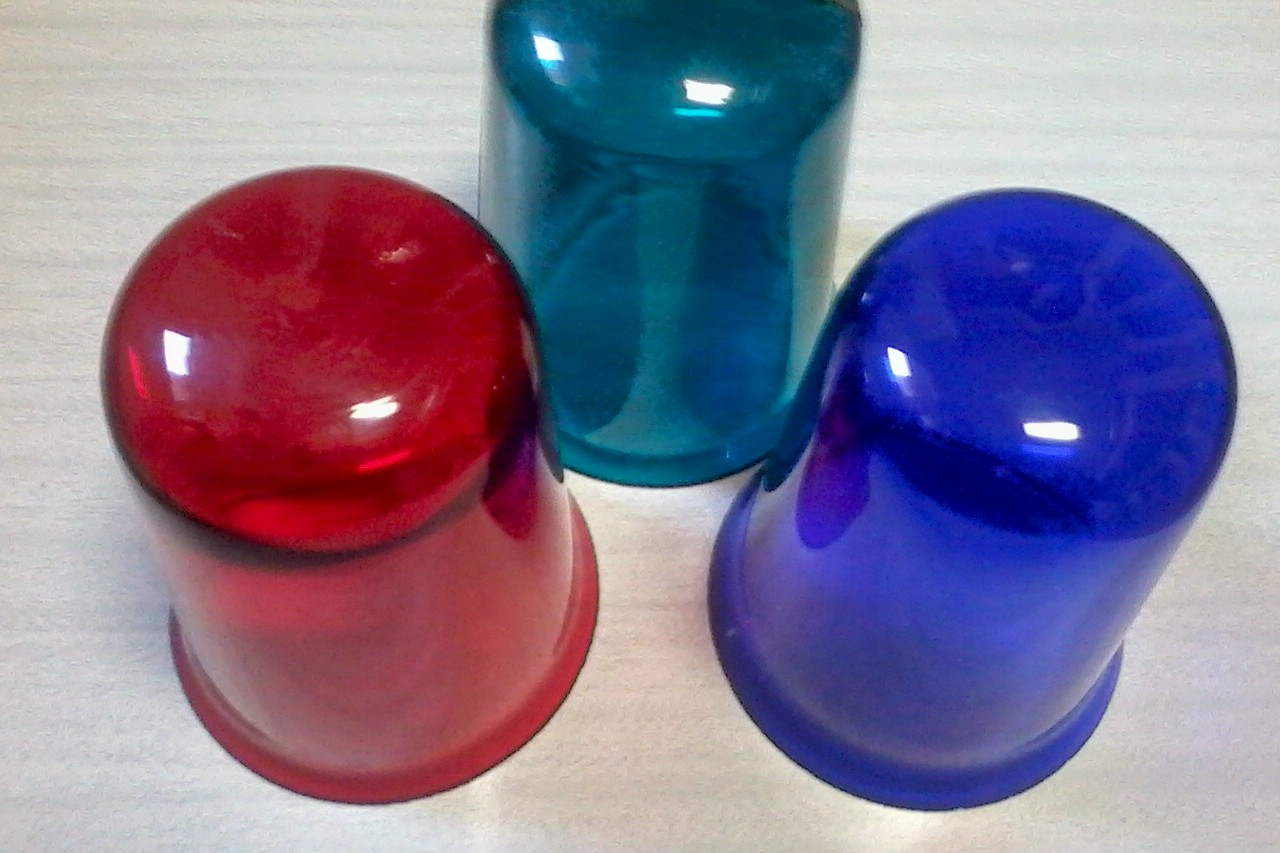
Скляні абсорбційні світлофільтри

Світлофі́льтр — пристрій, який змінює енергію та спектральний склад світла, головним чином, задля видокремлення певних ділянок спектра.

## Загальний опис
У світлофільтрах використовують явище поглинання світла (абсорбційні світлофільтри), інтерференції світла (інтерференційні світлофільтри) та інші.
Світлофільтри являють собою пристрої, які вибірково пропускають світло з різними довжинами хвиль, тобто крізь них проходить світло певної (потрібної) частки довжин хвиль (кольору), у той-же час, як не пропускається залишок. Бувають фільтри, котрі пропускають: лише довгі довжини хвиль, лише короткі довжини хвиль, або смугу довжин хвиль, затримуючи обидві (довгі та короткі) довжини — смуговий фільтр. Зазвичай, світлофільтр виглядає, як плаский, скляний або пластиковий, пристрій на оптичному шляху, забарвлений у масі, або з інтерференційним покриттям.

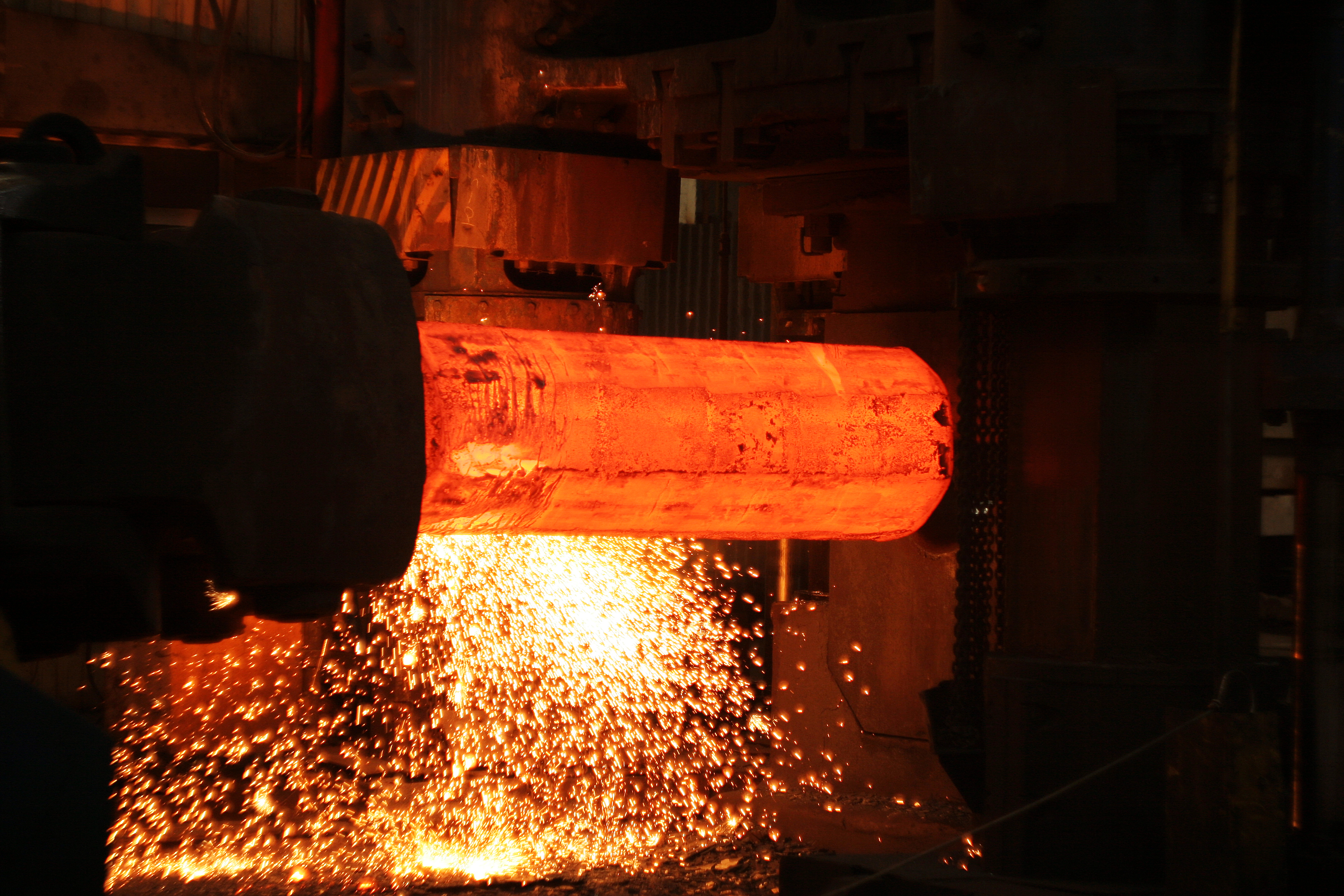
Теплова картина (видимий діапазон) у результаті процедури теплового контролю за допомогою цифрового фотоапарата з фільтром у процесі кування заготовки прокатних валків на ПАТ НКМЗ (Краматорськ)

Світлофільтри, зазвичай, використовуються у фотографії (фільтри для спецефектів та фільтри, що поглинають), у багатьох оптичних приладах, та для забезпечення кольорового освітлення сцени. Фотографічним фільтрам не потрібні точно контрольовані оптичні властивості та точно визначені криві пропускання фільтрів, тому вони значно дешевші у виготовленні і є найбільш розповсюдженими. У астрономії світлофільтри використовуються задля обмеження пропускання променів (світло проходить у потрібній спектральній ділянці), наприклад, для вивчення інфрачервоного випромінювання без видимого світла, яке може впливати на плівку або давачі, та придушувати бажані інфрачервоні промені. Світлофільтри також використовуються у флуоресцентній мікроскопії та флуоресцентній спектроскопії.

### Поглинальний (абсорбційний) фільтр
Світлофільтр, виготовлений зі скла, до якого було додано різні неорганічні або органічні сполуки, наприклад, задля отримання синього скла у нього додають кобальт. Ці сполуки поглинають деякі довжини хвиль світла (кольори) за одночасного пропускання інших. Такі сполуки також, може бути додано до пластмаси (найчастіше полікарбонату або акрилу) для отримання фільтрів, які легше та дешевше за фільтри зі скляною основою.

### Відбивний фільтр (тонкоплівковий або дихроїчний)
Відбивні фільтри виготовляються шляхом нанесення декількох оптичних покриттів на скляну підкладку. Їхні шари утворюють послідовну низку оптичних порожнин, що резонують з бажаними довжинами хвиль та легко їх пропускають. Дихроїчні фільтри, як правило, відбивають небажану частину світла, пропускаючи решту спектра. Такі фільтри особливо корисні для точної наукової роботи, оскільки їхньою колірною гамою, можна легко керувати, змінюючи товщину та послідовність покриттів. Інший приклад використання: прозорі кубики або волокна з полірованими кінцями, що утворюють дзеркала, які налаштовано у резонанс на певних довжинах хвиль. Це часто застосовується для поділу каналів у телекомунікаційних мережах, що використовують Wavelength Division Multiplexing для довгих оптичних волокон.

### Монохроматичний фільтр
Світлофільтр, який пропускає лише вузьку смугу довжин хвиль (по суті один колір).

### Інфрачервоний фільтр
Світлофільтр, який або пропускає, лише інфрачервоне світло, або затримує, лише інфрачервоне світло. Інфрачервоний фільтр (ІЧ — фільтр) поглинає промені з довжиною хвиль 808 нм та 1064 нм та може виготовлятися зі спеціального синього скла (матеріал BG39), яке поглинає інфрачервоні світлові хвилі. Таку особливість ІЧ — фільтрів з успіхом застосовують фотографи та астрономи. Завдяки інфрачервоним фільтрам, фотографи-професіонали та любителі отримують знімки дивовижної кольоровості. Інфрачервоні фільтри можна використовувати в камерах, мобільних телефонах, відеофонах. Завдяки застосуванню новітніх технологій, інфрачервоне знімання з унікальним фільтром, може бути доступним кожному. Інфрачервоний фільтр спроектовано таким чином, щоби пропускати лише промені світла у межах видимого спектру.

### Поляризаційний фільтр
Світлофільтр, який затримує або пропускає світло, відповідно до його поляризації. Вони, зазвичай. виготовляються з таких матеріалів, як Polaroid і використовуються у сонцезахисних окулярах та фотографії. Відблиски, особливо на воді та мокрому дорожньому покритті, є частково поляризованими, і поляризовані темні окуляри, не пропускатимуть деяку частину відбитого світла, та забезпечать, наприклад рибалці, кращий огляд нижче поверхні води і ліпшу видимість водію.